# Egy hely a nap alatt
Az Egy hely a nap alatt (eredeti cím: A Place in the Sun)  egy 1951-ben bemutatott hatszoros Oscar-díj nyertes amerikai filmdráma George Stevens rendezésében. A történet Theodore Dreiser világhírű regényén, az Amerikai tragédián alapszik.
Ez a produkció nyerte el a Golden Globe gála első "legjobb drámai film" kategóriájának díját. Továbbá 1991-ben az Amerikai Egyesült Államok Nemzeti Filmmegőrzési Bizottsága beválasztotta a Nemzeti Filmarchívumba. Magyarul 2024 április 6-án sugározták először a Duna Televízión.

## Történet
|  | Alább a cselekmény részletei következnek! |

A szegény családból származó George Eastman (Montgomery Clift) a gazdag gyáros Charles Eastman (Herbert Heyes) unokaöccse, aki munkát ajánl neki a gyárában. George családi kapcsolatai ellenére csak egy szerény állást kap, és nem kerül be a kiváltságosok körébe. George türelmes, reméli, hogy nagybátyja – akit csak Mr. Eastmannek hív – bizalmát idővel elnyeri kemény munkájával. Mialatt a gyárban dolgozik találkozgatni kezd egyik munkatársnőjével, Alice "Al" Trippel (Shelley Winters) dacolva a munkahelyi szabályokkal. Al egy szegény és tapasztalatlan lány, akit teljesen elkápráztat George.
Mikor George megismerkedik a felsőosztálybeli Angela Vickersszel (Elizabeth Taylor) gyorsan egymásba szeretnek. A fiút a lány bódító és gondtalan életmódja – amit Eastmanék megtagadtak tőle – magával ragadja. Amikor Al bejelenti, hogy terhes és arra számít, hogy George feleségül veszi, a fiú egyre több időd kezd tölteni Angelával és jómódú barátaival. Egy sikertelen abortusz kísérlet után Al ismét sürgetni kezdi a házasságot. George közben meghívást kap Angelától, hogy csatlakozzon egy családi ünnepséghez a tóparti nyaralójuknál. Azzal a kifogásokkal győzi meg Alt, hogy ez a látogatás a karrierje előremenetelét szolgálja, amit majd a születendő gyermekük javára tud fordítani.
George és Angela az idejüket a félreeső Loon tavon töltik, ahol a fiú hall egy olyan történetet egy párról, akik s tóba vesztek, de a férfi holttestét sohasem találták meg. George fejében összeáll a terv, miképp szabaduljon meg Altől, hogy feleségül vehesse Angelát.
Eközben Al talál egy képet az újságban a tavon mulató Georgeról, Angeláról és barátairól, és rájön, hogy a fiú hazudott neki, hogy kénytelen volt a tóhoz mennie. A közeli városba utazik, ahol találkozik Georgedzsal, akit megfenyeget, hogy mindent kitálal jómódú új barátainak, ha nem veszi feleségül azonnal. Gyorsan a városházára mennek, de az ünnepnap miatt zárva van. George azt javasolja, hogy töltsenek el egy napot a közeli tavon, amibe a lány gyanútlanul beleegyezik.
A tóhoz érkezvén George láthatóan ideges. Amikor csónakot bérel a tulajdonos azt sejti, hogy hamis nevet adott meg, tovább erősíti a gyanúját amikor George arról érdeklődik, hogy vannak-e mások is tavon. A tóra evezve Al az álmairól kezd beszélni, a közös jövőről és gyermekükről. George csak sajnálkozva néz rá, és lemond gyilkos tervéről. Viszont a fiú érzelemmentes reakciója, és mikor ráébred, hogy egyáltalán nem viszonozza szerelmét, hisztérikussá teszi Alt. A lány megpróbál felállni a csónakban, ami felborul, és belefullad a tó vizébe.
George kiúszik a parta, majd visszavezet Vickersszék nyaralójába, ahol megpróbál pihenni, de csak egyre nyugtalanabbá válik. Senkinek sem mesél arról, hogy mi történt a tónál. Közben Al holttestét felfedezik, és az ügyben kezdetektől gyilkossági nyomozást indítanak, a bizonyítékok és szemtanúk pedig Georgehoz vezetnek. Ahogy Angela édesapja jóváhagyja a házasságukat, Georgeot letartóztatja a rendőrség gyilkosság vádjával. Bár az esküdtszék tisztában van vele, hogy az előre eltervezett gyilkosság balesettel végződött, felelősnek találják Georgeot Al haláláért, és villamosszék általi kivégzésre ítélik. A film végén George bevallja, hogy megérdemli a halált, mert megmenthette volna Alt, de nem tette meg.

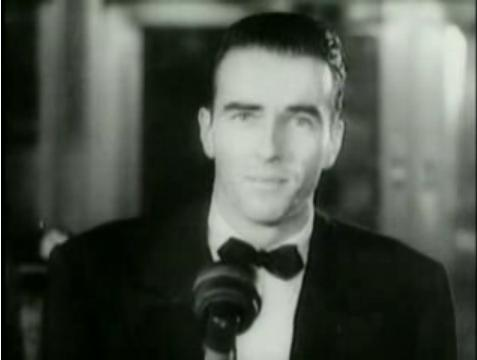
Montgomery Clift a film premierjén

## Szereposztás
| Színész            | Karakter                         | Magyar hang (2023) |
| ------------------ | -------------------------------- | ------------------ |
| Montgomery Clift   | George Eastman                   | Kékesi Gábor       |
| Elizabeth Taylor   | Angela Vickers                   | Kardos Eszter      |
| Shelley Winters    | Alice "Al" Tripp                 | Gáspár Kata        |
| Anne Revere        | Hannah Eastman                   | Bertalan Ági       |
| Raymond Burr       | R. Frank Marlowe kerületi ügyész |                    |
| Frieda Inescort    | Ann Vickers                      |                    |
| Ted de Corsia      | R. S. Oldendorff bíró            |                    |
| Herbert Heyes      | Charles Eastman                  | Sörös Sándor       |
| Keefe Brasselle    | Earl Eastman                     |                    |
| Fred Clark         | Bellows                          |                    |
| Shepperd Strudwick | Anthony Vickers                  |                    |
| Kathryn Givney     | Louise Eastman                   |                    |
| Walter Sande       | Art Jensen                       |                    |
| John Ridgely       | halottkém                        |                    |
| Lois Chartrand     | Marsha                           | Laudon Andrea      |

## Fontosabb díjak, jelölések
- Oscar-díj (1952)
  - díj: legjobb rendező – George Stevens
  - díj: legjobb adaptált forgatókönyv – Harry Brown, Michael Wilson
  - díj: legjobb zene – Franz Waxman
  - díj: legjobb operatőr – William C. Mellor
  - díj: legjobb vágó – William Hornbeck
  - díj: legjobb jelmeztervező – Edith Head
  - jelölés: legjobb film – George Stevens
  - jelölés: legjobb férfi főszereplő – Montgomery Clift
  - jelölés: legjobb női főszereplő – Shelley Winters
- Golden Globe-díj (1952)
  - díj: legjobb film – George Stevens
  - jelölés: legjobb rendező – George Stevens
  - jelölés: legjobb női főszereplő – Shelley Winters
  - jelölés: legjobb operatőr – William C. Mellor
- Cannes-i fesztivál (1951)
  - jelölés: a fesztivál nagydíja – George Stevens

## Fordítás
- Ez a szócikk részben vagy egészben  az   A_Place_in_the_Sun (film) című angol Wikipédia-szócikk fordításán alapul.  Az eredeti cikk szerkesztőit annak laptörténete sorolja fel. Ez a jelzés csupán a megfogalmazás eredetét és a szerzői jogokat jelzi, nem szolgál a cikkben szereplő információk forrásmegjelöléseként.